# Silene persepolitana
Silene persepolitana är en nejlikväxtart som beskrevs av Melzh. Silene persepolitana ingår i släktet glimmar, och familjen nejlikväxter. Inga underarter finns listade i Catalogue of Life.